# Pauline Parmentier
Pauline Parmentier (* 31. Januar 1986 in Cucq, Département Pas-de-Calais) ist eine ehemalige französische Tennisspielerin.

## Karriere
Mit sechs Jahren begann Pauline Parmentier im Kreis ihrer Familie mit dem Tennisspielen. Im Jahr 2000 absolvierte sie ihr erstes Match auf dem ITF Women’s Circuit. Auf ITF-Turnieren gewann sie bereits zehn Einzel- und drei Doppeltitel.
Ihren ersten Titel auf der WTA Tour sicherte sie sich 2007 beim Turnier in Taschkent, wo sie im Finale Wiktoryja Asaranka in zwei Sätzen besiegte. Bei ihrem zweiten WTA-Turniersieg 2008 in Bad Gastein bezwang sie im Endspiel die Tschechin Lucie Hradecká mit 6:4 und 6:4. 2018 gewann sie das WTA-Turnier in Istanbul 6:4, 3:6, 6:3 gegen Polona Hercog.
Bei den Olympischen Spielen 2008 in Peking verlor Parmentier ihre Erstrundenpartie gegen die an Position 16 gesetzte Slowakin Dominika Cibulková mit 1:6 und 5:7.
Seit 2008 trat sie für Frankreich im Fed Cup an. In ihrer Fed-Cup-Bilanz stehen sieben Siege und 14 Niederlagen zu Buche.
Am 1. Oktober 2020 verkündete sie ihren Rücktritt vom Leistungssport.

## Turniersiege

### Einzel
| Nr. | Datum              | Turnier           | Kategorie         | Belag             | Finalgegnerin            | Ergebnis       |
| --- | ------------------ | ----------------- | ----------------- | ----------------- | ------------------------ | -------------- |
| 1.  | 5. Dezember 2004   | Kairo             | ITF $10.000       | Sand              | Yulia Ustyuzhanina       | 6:1, 6:1       |
| 2.  | 21. Januar 2007    | Fort Walton Beach | ITF $25.000       | Hartplatz         | Jana Juricová            | 6:4, 6:3       |
| 3.  | 15. April 2007     | Biarritz          | ITF $25.000       | Sand              | Selima Sfar              | 6:2, 6:4       |
| 4.  | 29. Juli 2007      | Petingen          | ITF $75.000+H     | Sand              | Martina Müller           | 6:1, 6:4       |
| 5.  | 7. Oktober 2007    | Taschkent         | WTA Tier IV       | Hartplatz         | Wiktoryja Asaranka       | 7:5, 6:2       |
| 6.  | 20. Juli 2008      | Bad Gastein       | WTA Tier III      | Sand              | Lucie Hradecká           | 6:4, 6:4       |
| 7.  | 25. Oktober 2009   | Saint-Raphaël     | ITF $50.000       | Hartplatz (Halle) | Sandra Záhlavová         | 7:64, 6:2      |
| 8.  | 12. Juni 2011      | Marseille         | ITF $100.000      | Sand              | Irina-Camelia Begu       | 6:3, 6:2       |
| 9.  | 10. Juli 2011      | Biarritz          | ITF $100.000      | Sand              | Patricia Mayr-Achleitner | 1:6, 6:4, 6:4  |
| 10. | 9. Februar 2014    | Grenoble          | ITF $25.000       | Hartplatz (Halle) | Anastassija Wassyljewa   | 2:6, 6:0, 6:4  |
| 11. | 13. Juni 2015      | Essen             | ITF $25.000       | Sand              | Viktorija Golubic        | 3:6, 7:64, 6:3 |
| 12. | 10. Juli 2016      | Contrexéville     | ITF $100.000      | Sand              | Océane Dodin             | 6:1, 6:1       |
| 13. | 29. April 2018     | Istanbul          | WTA International | Sand              | Polona Hercog            | 6:4, 3:6, 6:3  |
| 14. | 16. September 2018 | Québec            | WTA International | Teppich (Halle)   | Jessica Pegula           | 7:5, 6:2       |

### Doppel
| Nr. | Datum             | Turnier   | Kategorie   | Belag        | Partnerin       | Finalgegnerinnen                      | Ergebnis         |
| --- | ----------------- | --------- | ----------- | ------------ | --------------- | ------------------------------------- | ---------------- |
| 1.  | 23. November 2003 | Deauville | ITF $25.000 | Sand (Halle) | Aurélie Védy    | Maria Geznenge Zuzana Hejdová         | 5:7, 6:2, 6:1    |
| 2.  | 28. November 2004 | Kairo     | ITF $10.000 | Sand         | Petra Cetkovská | Galina Fokina Raissa Gurewitsch       | 6:4, 6:2         |
| 3.  | 28. Februar 2015  | Campinas  | ITF $25.000 | Sand         | Olivia Rogowska | Andrea Gámiz Paula Cristina Gonçalves | 7:5, 4:6, [10:8] |

## Abschneiden bei Grand-Slam-Turnieren

### Einzel
| Turnier         | 2005 | 2006 | 2007 | 2008 | 2009 | 2010 | 2011 | 2012 | 2013 | 2014 | 2015 | 2016 | 2017 | 2018 | 2019 | 2020 | Bilanz | Karriere |
| --------------- | ---- | ---- | ---- | ---- | ---- | ---- | ---- | ---- | ---- | ---- | ---- | ---- | ---- | ---- | ---- | ---- | ------ | -------- |
| Australian Open | —    | —    | —    | 2    | —    | 1    | 1    | 2    | 1    | 1    | 1    | —    | 2    | 1    | 1    | 1    | 3:11   | 2        |
| French Open     | 1    | 1    | 2    | 1    | 1    | 1    | 2    | 1    | 1    | AF   | 1    | 3    | 2    | 3    | 1    | 1    | 10:16  | AF       |
| Wimbledon       | —    | —    | —    | 2    | 2    | 1    | 2    | 1    | 1    | —    | 1    | 1    | 1    | 1    | 2    | —    | 4:11   | 2        |
| US Open         | 2    | —    | 2    | 2    | —    | 2    | 2    | 3    | —    | 1    | Q1   | 1    | 1    | 1    | 1    | —    | 7:11   | 3        |

### Doppel
| Turnier         | 2004 | 2005 | 2006 | 2007 | 2008 | 2009 | 2010 | 2011 | 2012 | 2013 | 2014 | 2015 | 2016 | 2017 | 2018 | 2019 | 2020 | Bilanz | Karriere |
| --------------- | ---- | ---- | ---- | ---- | ---- | ---- | ---- | ---- | ---- | ---- | ---- | ---- | ---- | ---- | ---- | ---- | ---- | ------ | -------- |
| Australian Open | —    | —    | —    | —    | 1    | —    | —    | —    | 1    | 2    | —    | 1    | —    | 2    | 1    | 1    | —    | 2:7    | 2        |
| French Open     | 1    | 1    | 1    | 1    | 2    | 2    | 1    | 2    | 1    | 2    | AF   | 1    | 2    | 2    | 1    | 1    | 1    | 8:17   | AF       |
| Wimbledon       | —    | —    | —    | —    | 2    | 1    | —    | 1    | 1    | 2    | 1    | —    | —    | —    | —    | 1    | —    | 2:7    | 2        |
| US Open         | —    | —    | —    | —    | 1    | —    | —    | 1    | 1    | —    | 2    | —    | 1    | —    | 1    | —    | —    | 1:6    | 2        |